# Sint-Annakapel (Grazen)

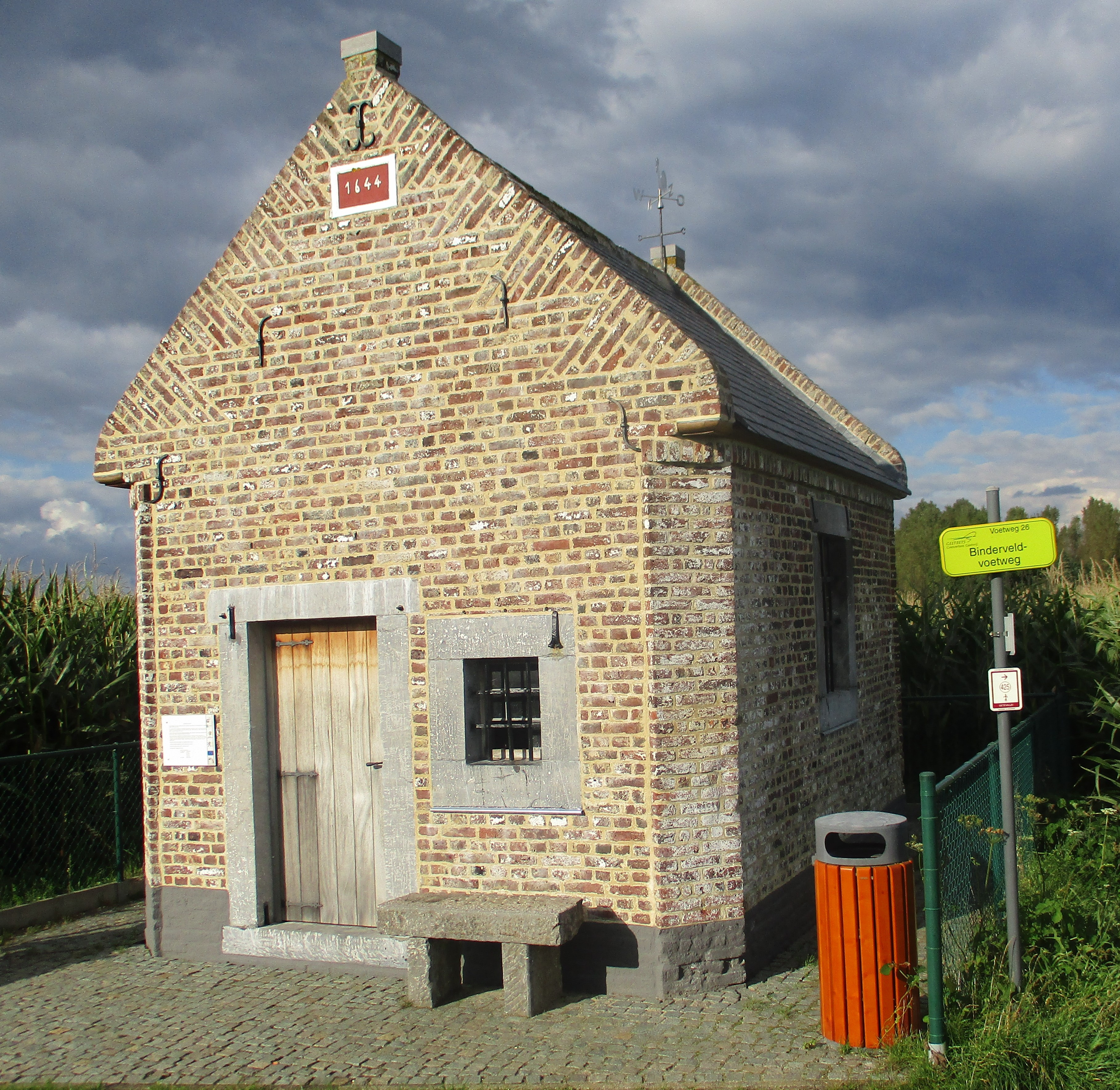
Sint-Annakapel

De Sint-Annakapel is een kapel in de tot de Vlaams-Brabantse gemeente Geetbets behorende plaats Grazen, gelegen aan de Verdaelstraat.

## Geschiedenis
Deze kapel werd gesticht in 1644 in opdracht van de zusters van de Abdij van Oriënten. Het jaartal komt ook op de -bewaarde- altaarsteen van de kapel voor.
De kapel was altijd in privaat bezit en in 1877 was sprake van een chapelle nouvelle construction, wat zou betekenen dat hij geheel herbouwd zou zijn.
In 2004 werd de vervallen kapel aangekocht door de gemeente en van 2010-2011 gerestaureerd waarna hij opnieuw werd ingewijd.

## Gebouw
Het is een eenvoudig bakstenen gebouw onder zadeldak. De zuidgevel is de voorgevel en heeft een deur en een venster, beide met natuursteen omlijst.
De kapel wordt in de volksmond de Piskapel genoemd omdat Sint-Anna ook tegen bedwateren werd aangeroepen.